# جيمس هاليغان
جيمس هاليغان (بالإنجليزية: James Halligan)‏ هو مدير فني أمريكي، ولد في 11 فبراير 1879 في بوسطن في الولايات المتحدة، وتوفي في 1965 في لويزيانا في الولايات المتحدة.